# رزان أبو رضوان
رزان أبو رضوان ممثلة سورية .

## عن حياتها
ترعرعت في دمشق، واتجهت إلى دراسة الصولفيج والمقامات والباليه في معهد الفنون، ثم حاولت صقل ذلك عمليا بمساندة والدها الموسيقي طلال أبو رضوان ووفق معايير الطرب القديم .

## أعمالها
- وردة شامية 2017
- حارة الأصيل 2015
- زهر البنفسج 2013
- أيام الدراسة ج2 2012
- الخبز الحرام 2010
- الدبور 2010
- الشام العدية 2009
- تحت المداس 2009
- بيت جدي 2008

## روابط خارجية
- رزان أبو رضوان على موقع قاعدة بيانات الأفلام العربية